# C. Benz Söhne
C. Benz Söhne war ein Automobilhersteller und Automobilzulieferer, der am 9. Juni 1906 von Carl Benz und seinem Sohn Eugen Benz in Ladenburg gegründet wurde.

## Unternehmensgeschichte

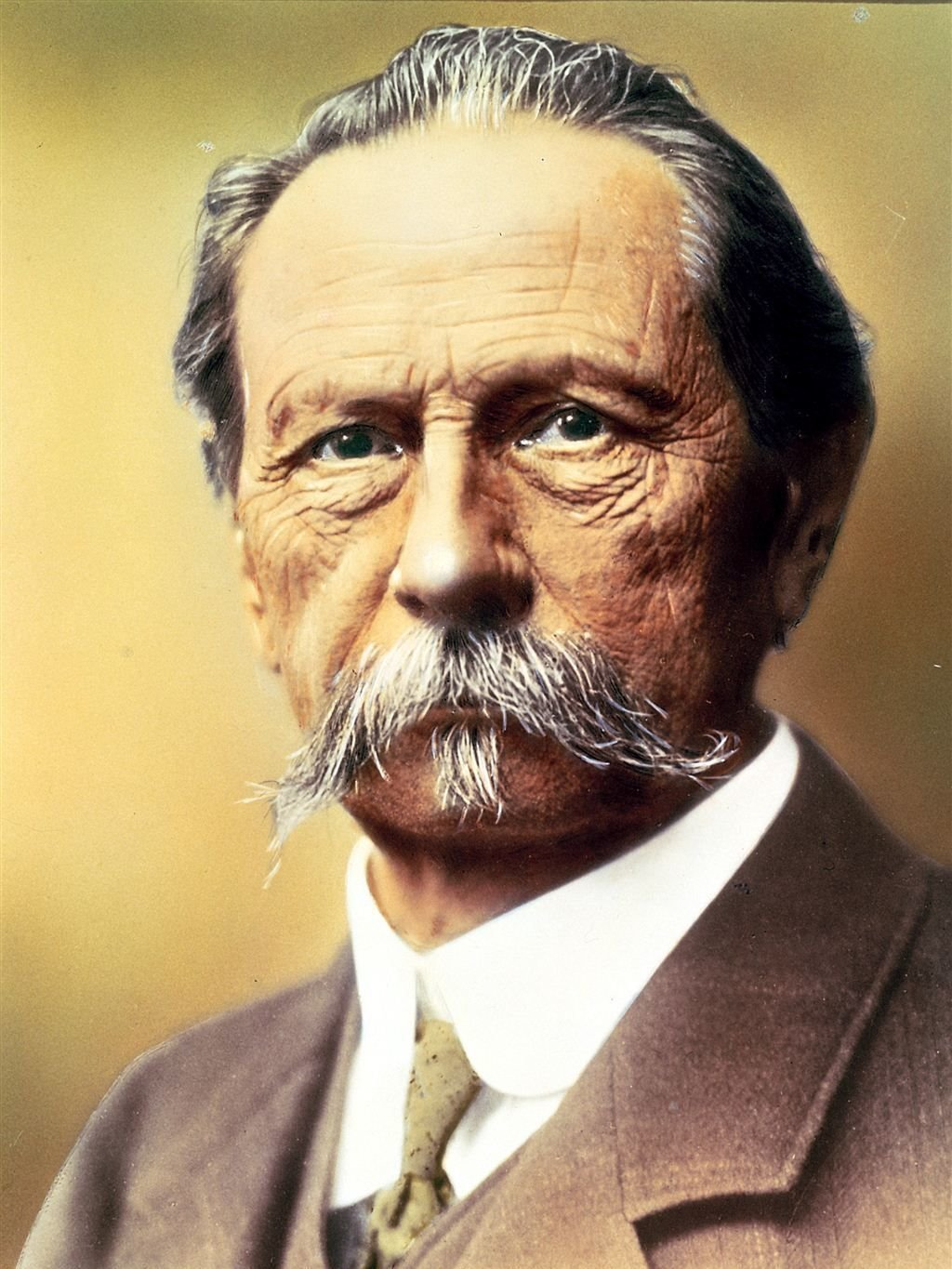
Carl Benz (1844–1929)

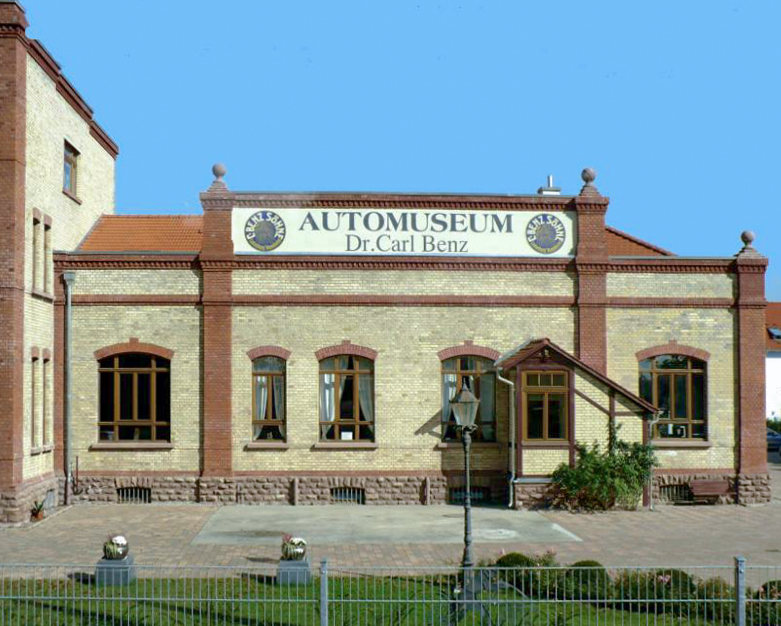
Automuseum Dr. Carl Benz in Ladenburg

Carl Benz hatte sich bereits 1903 mit der Geschäftsleitung des von ihm gegründeten Mannheimer Automobilherstellers Benz & Cie. überworfen und wollte noch einmal ganz neu beginnen, um seine eigene Modellpolitik verwirklichen zu können.
Erst 1908 wurde auch der zweite Sohn von Carl Benz, Richard Benz (* 21. Oktober 1874, † 19. September 1955), Mitinhaber. Noch 1906 entstand ein Prototyp 10/18 PS, mit dem das Unternehmen an der Prinz-Heinrich-Fahrt 1909 recht erfolgreich teilnahm. Der Wagen erreichte in der Geschwindigkeitsprüfung immerhin 90 km/h. 1909 lief auch die Serienproduktion des 10/18 PS, Serie B, an. 1912 schied Carl Benz, dem man zwischenzeitlich einen Aufsichtsratsposten bei Benz & Cie. angeboten hatte, wieder aus dem Unternehmen aus und seine beiden Söhne übernahmen die Geschäftsführung. Bis zum Ersten Weltkrieg bot C. Benz Söhne im Wesentlichen nur ein PKW-Modell an, das aber ständig weiterentwickelt wurde. Die Stückzahlen blieben allerdings bescheiden.
Ab 1913 versuchte man, Fahrzeuge mit Hanriot-Schiebermotoren herzustellen. Diese Motoren, deren Gaswechsel anstatt von Ventilen von Walzenschiebern gesteuert wurden, waren eine Weiterentwicklung des Hülsenschiebermotors nach den Ideen von Charles Yale Knight. Zu einer Serienproduktion dieser Fahrzeuge kam es allerdings nicht.
Nach dem Krieg wurde die Pkw-Produktion mit den Vorkriegsmodellen wieder aufgenommen, aber 1923/24 wegen mangelnder Wirtschaftlichkeit endgültig eingestellt. Seit dieser Zeit war das Unternehmen noch als Automobilzulieferer tätig. Im Jahr 2010 wurde der Betrieb eingestellt.

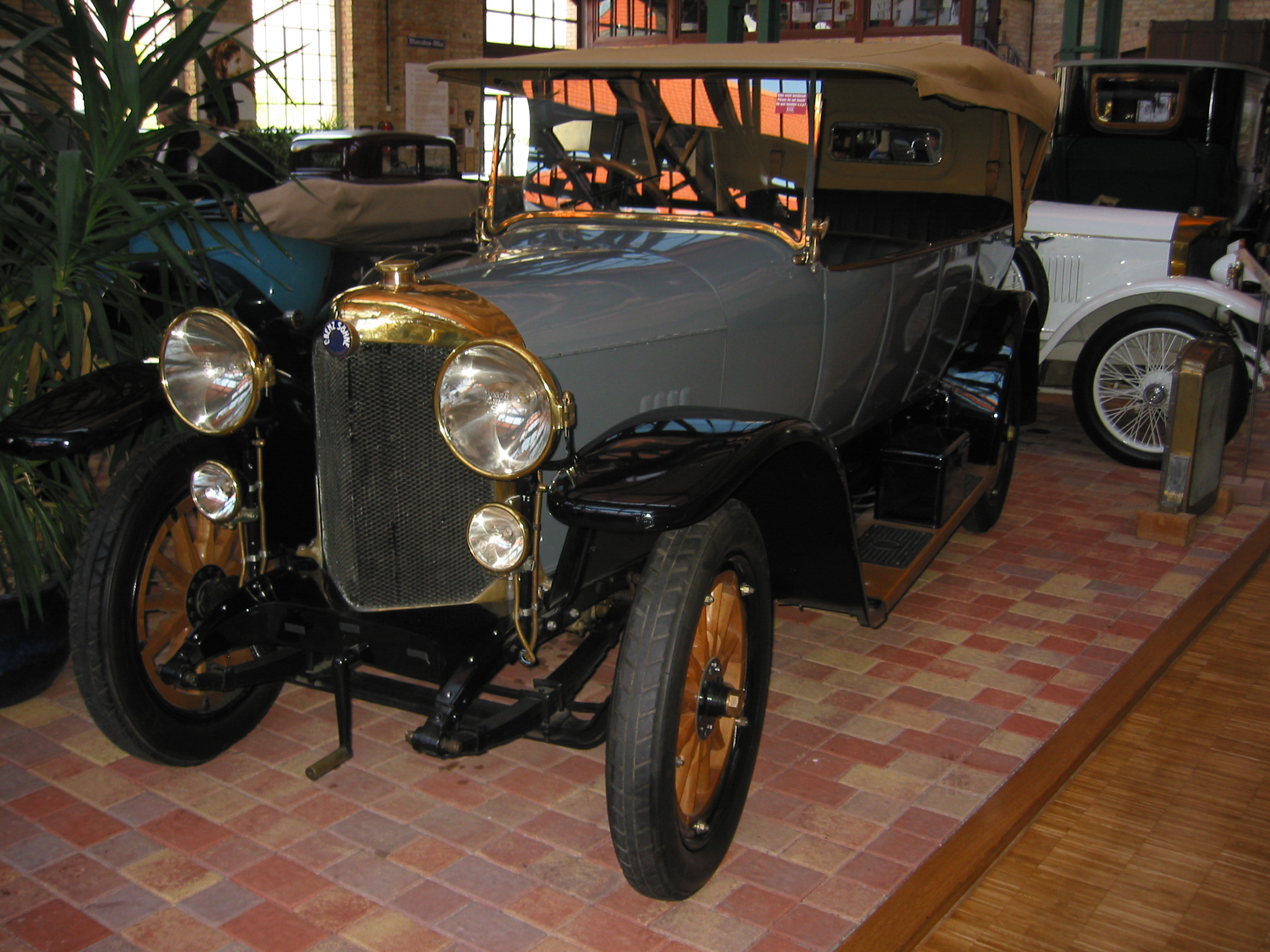
C. Benz Söhne Pkw 1924
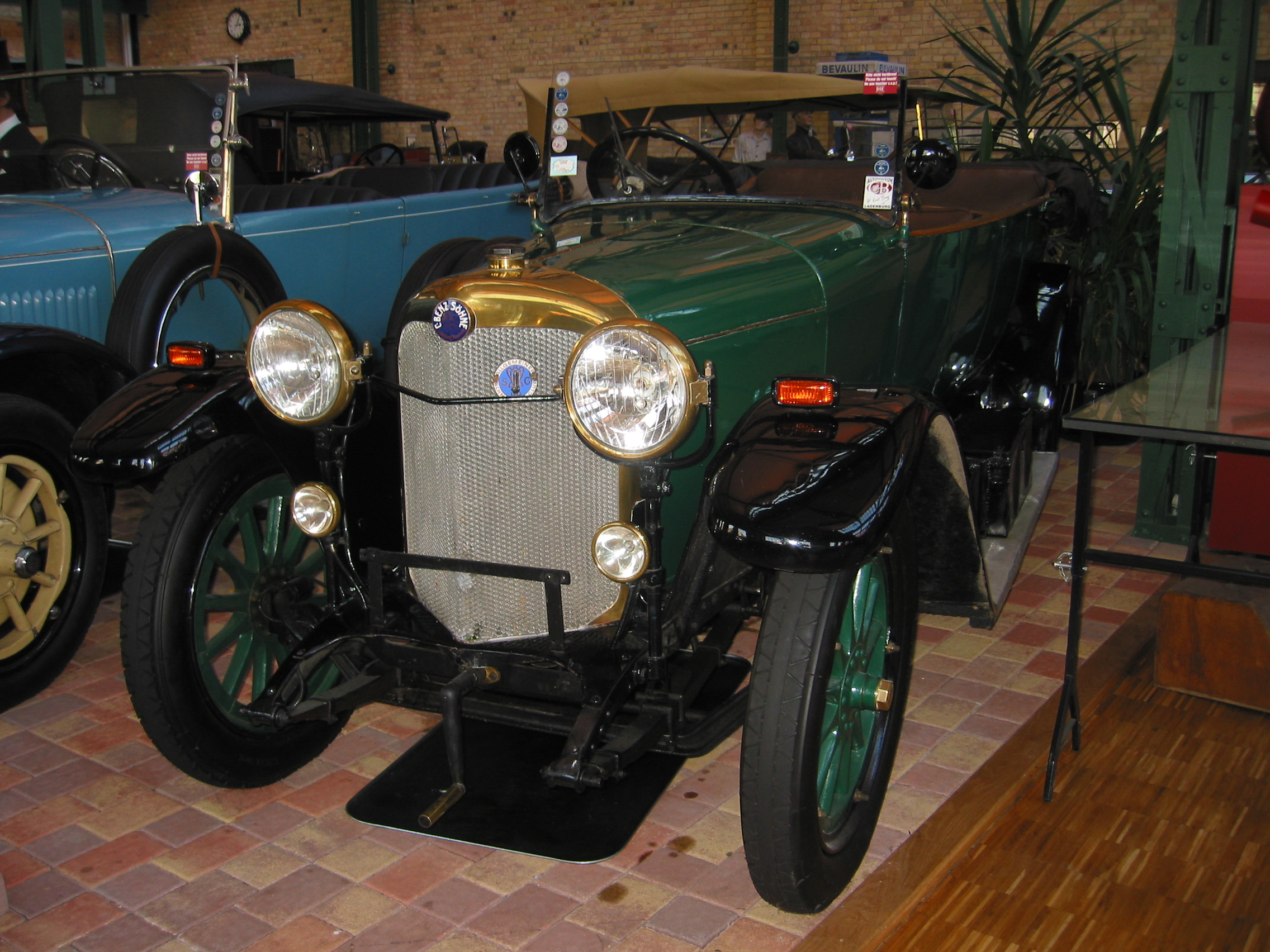
C. Benz Söhne Pkw 1924

## Modelle
| Typ                         | Bauzeitraum | Zylinder | Hubraum  | Leistung                | Vmax    |
| --------------------------- | ----------- | -------- | -------- | ----------------------- | ------- |
| Serie B (10/18 PS)          | 1909–1910   | 4 Reihe  | 2608 cm³ | 18 PS (13,2 kW)         | 85 km/h |
| Serie C, D, E, F (10/22 PS) | 1910–1911   | 4 Reihe  | 2608 cm³ | 22 PS (16,2 kW)         | 70 km/h |
| Serie G, H, J, K (10/26 PS) | 1910–1914   | 4 Reihe  | 2608 cm³ | 26 PS (19,1 kW)         | 80 km/h |
| Serie L (14/42 PS)          | 1912–1923   | 4 Reihe  | 3560 cm³ | 42 PS (30,9 kW)         | 85 km/h |
| Serie A (8/20 PS / 8/25 PS) | 1913–1923   | 4 Reihe  | 2090 cm³ | 20–25 PS (14,7–18,4 kW) | 75 km/h |
| Serie M (10/30 PS)          | 1914–1921   | 4 Reihe  | 2608 cm³ | 30 PS (22 kW)           | 85 km/h |

## Museum
In der historischen Fabrikanlage von C. Benz Söhne befindet sich heute das Automuseum Dr. Carl Benz, in dem auch zahlreiche Modelle der Firma zu sehen sind.